# Buton
Pour les articles homonymes, voir Buton (homonymie).
Buton ou Butung est une île d'Indonésie située en mer de Banda appartenant à la province de Sulawesi du Sud-Est.

## Géographie
Buton fait partie d'un archipel portant le même nom, qui comprend en outre les îles de Muna, Wawonii et Kabaena. L'île a une superficie d'environ 4 200 km2. Elle est couverte de forêts et traversée en son axe par une chaîne de collines calcaires culminant à 1 190 mètres d'altitude.
Le macaque de Buton-Muna (Macaca brunnescens) est endémique aux îles de Buton et Muna.

## Population
Les habitants de Buton parlent le buton, une langue du groupe sulawesien de la branche malayo-polynésienne des langues austronésiennes. En 2009, la ville de Bau-Bau a voulu adopter l'écriture coréenne hangul comme système d'écriture pour transcrire le buton qui n'avait jamais été écrit.

## Histoire

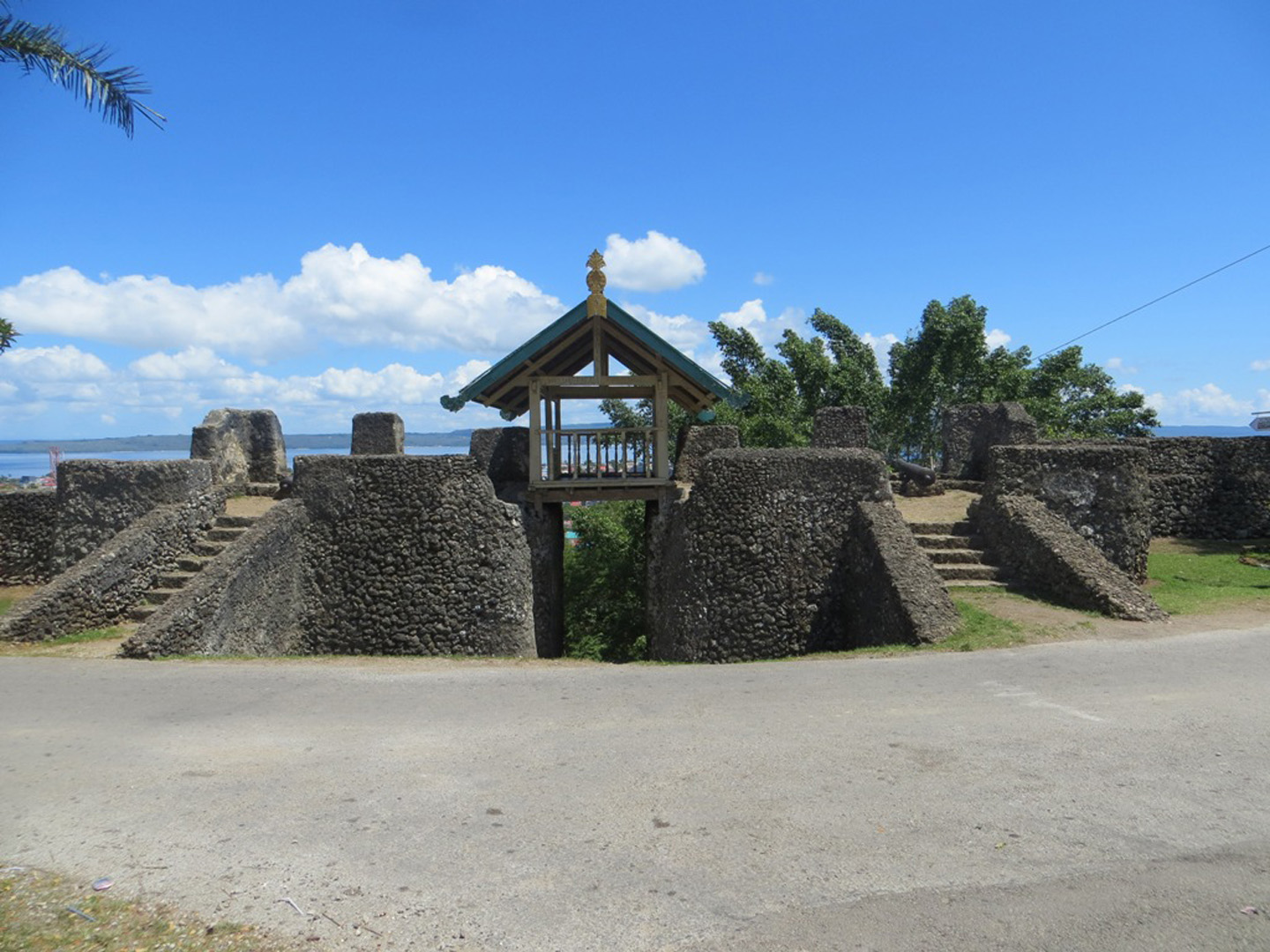
Entrée du fort et palais de Buton

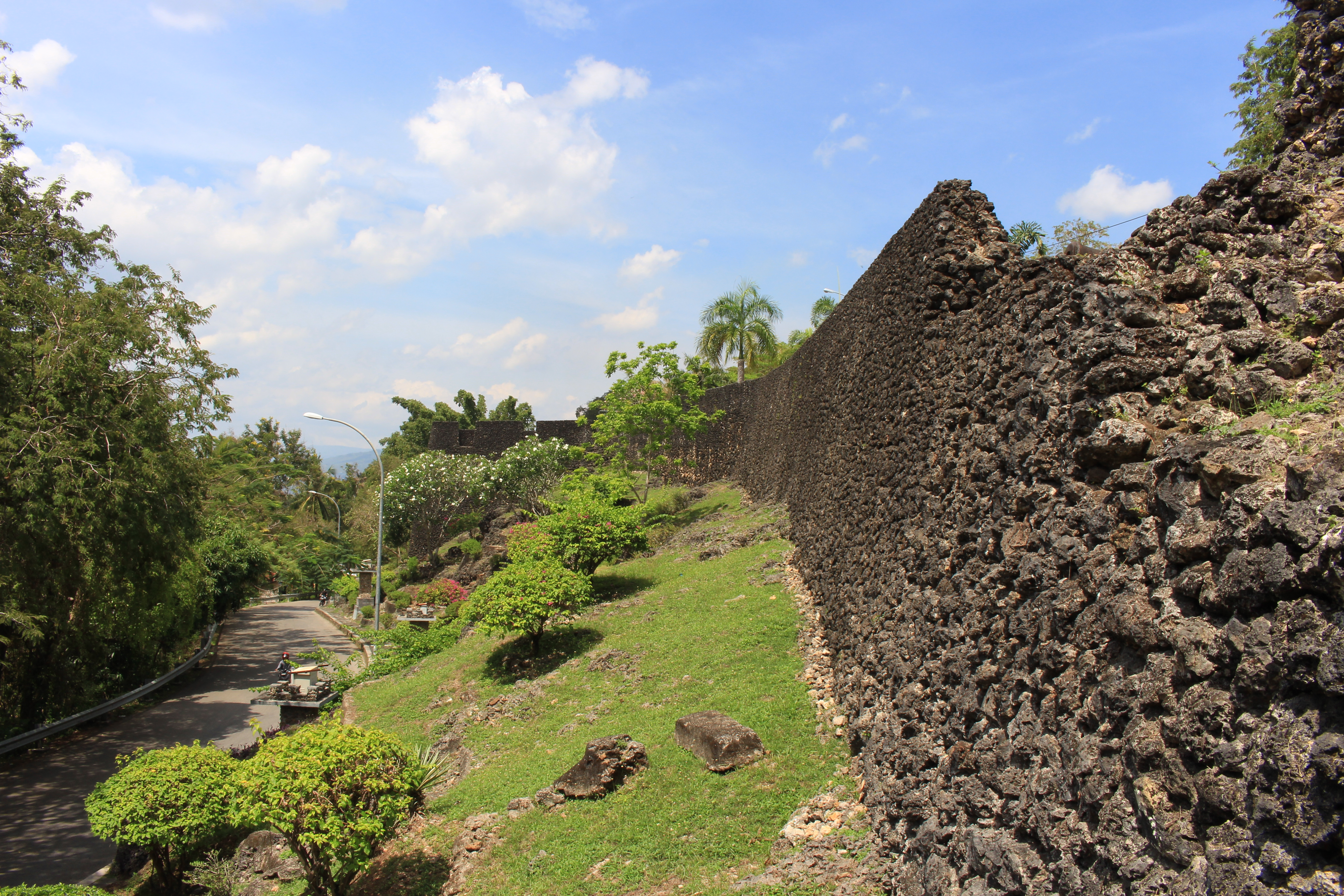
L'enceinte du fort

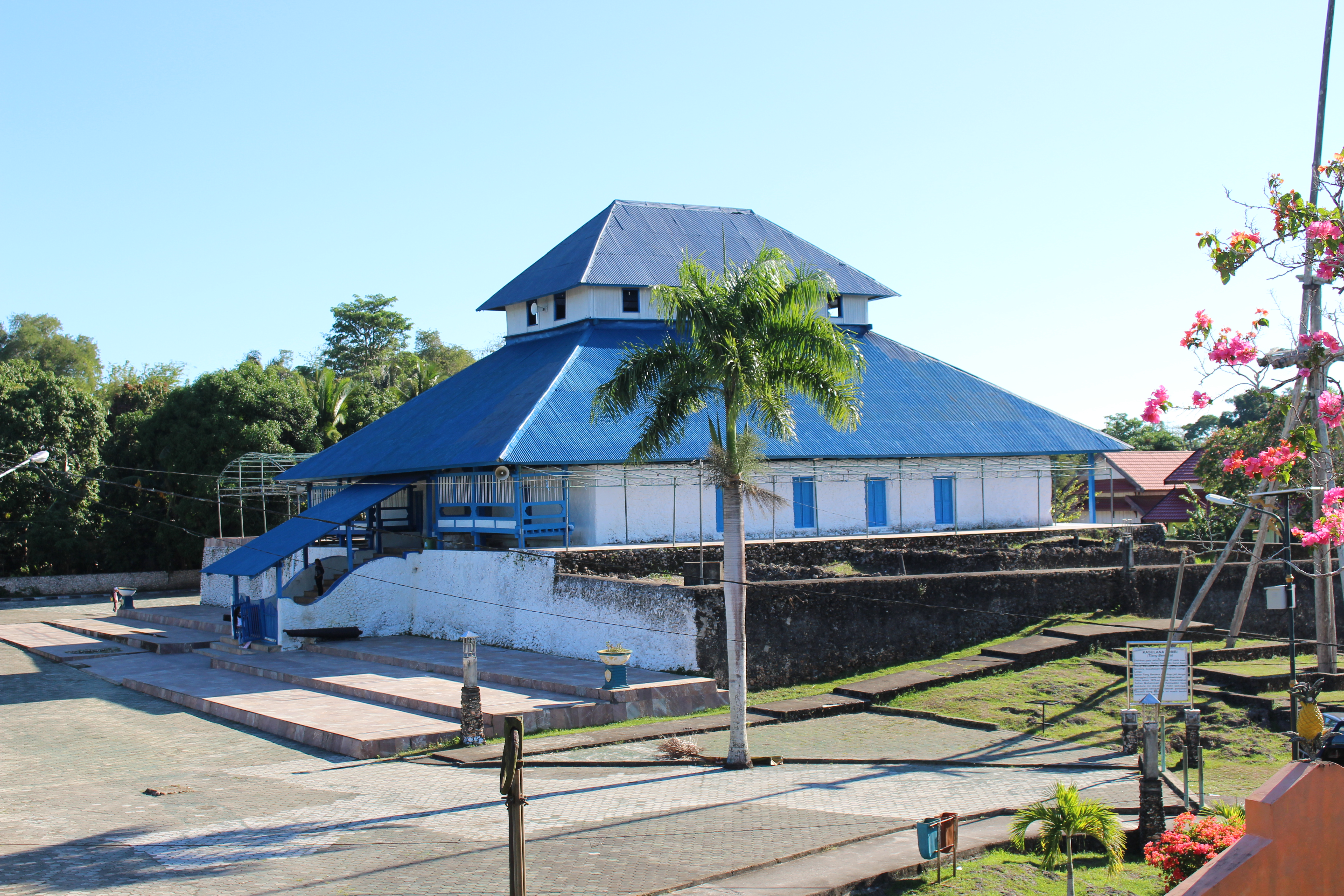
La mosquée du palais

Le nom de Buton est attesté dès le XIVe siècle apr. J.-C. Le Nagarakertagama, un poème épique écrit en 1365 dans le royaume javanais de Majapahit, mentionne « Butun » parmi les quelque cent « contrées tributaires » du royaume. En réalité, le territoire contrôlé par Majapahit ne s'étendait que sur une partie de l'est et du centre de Java. Les « contrées tributaires » étaient en fait des comptoirs formant un réseau commercial dont Majapahit était le centre. Majapahit y envoyait des dignitaires dont le rôle était de s'assurer que ces comptoirs ne s'adonnaient pas à un commerce privé qui échapperait au royaume.
Durant l'ère précoloniale, l'île, alors connue sous le nom de Butung, se plaça vers 1550 dans la sphère d'influence de Ternate. La place servit comme un important centre régional secondaire au sein de l'Empire de Ternate puisque sa position géographique permettait de contrôler la route du commerce régional et collectait le tribut des régions-lige de Ternate avant d'envoyer le tout à Ternate même. 
Buton joue un rôle dans l'expansion de l'islam à Sulawesi, avec la conversion de son souverain à l'islam.
Le dernier sultan de Buton, Falihi, est mort en 1960.

## Souverains de Buton

### Rois
D'après la tradition, avant l'arrivée de l'islam, Buton a eu six souverains, dont les deux premiers étaient des femmes :
- la reine Wa Kaa Kaa
- la reine Bulawambona
- Bataraguru
- Tuarade
- Mulae
- Lakilaponto

### Sultans
En 1542, Lakilaponto se convertit à l'islam et prend le titre de « Sultan Murhum Kaimuddin Khalifatul Khamis ». Ses successeurs sont :

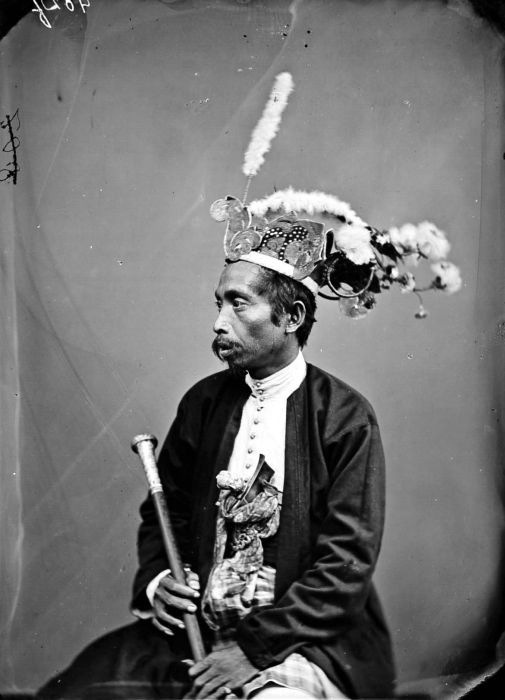
Le premier ministre de Buton vers 1913.

- La Tumparasi (1545-1552)
- La Sangaji (1566-1570)
- La Elangi (1578-1615)
- La Balawo (1617-1619)
- La Buke (1632-1645)
- La Saparagau (1645-1646)
- La Cila (1647-1654)
- La Awu (1654-1664)
- La Simbata (1664-1669)
- La Tangkaraja (1669-1680)
- La Tumpamana (1680-1689)
- La Umati (1689-1697)
- La Dini (1697-1702)
- La Rabaenga (1702)
- La Sadaha (1702-1709)
- La Ibi (1709-1711)
- La Tumparasi (1711-1712)
- Langkariri (1712-1750)
- La Karambau (1750-1752)
- Hamim (1752-1759)
- La Seha (1759-1760)
- La Karambau (1760-1763)
- La Jampi (1763-1788)
- La Masalalamu (1788-1791)
- La Kopuru (1791-1799)
- La Badaru (1799-1823)
- La Dani (1823-1824)

- Muhammad Idrus (1824-1851)
- Muhammad Isa (1851-1861)
- Muhammad Salihi (1871-1886)
- Muhammad Umar (1886-1906)
- Muhammad Asikin (1906-1911)
- Muhammad Husain (1914)
- Muhammad Ali (1918-1921)
- Muhammad Hamidi (1928-1937)
- Muhammad Falihi (1937-1960)

## Administration
Administrativement, l'île de Buton est partagée entre deux kabupaten de la province de Sulawesi du Sud-Est : celui de Buton et celui de Muna.
Le chef-lieu administratif du kabupaten de Buton et son port est Bau-Bau sur la côte sud-ouest.